# Mahinland
Das Mahinland (auch Mahingebiet) war ein Küstenland östlich von Lagos an der Bucht von Benin im heutigen Nigeria. In der zweiten Hälfte des 19. Jahrhunderts wurde es kurzzeitig zum Gegenstand deutscher Kolonialbestrebungen.

## Geschichte

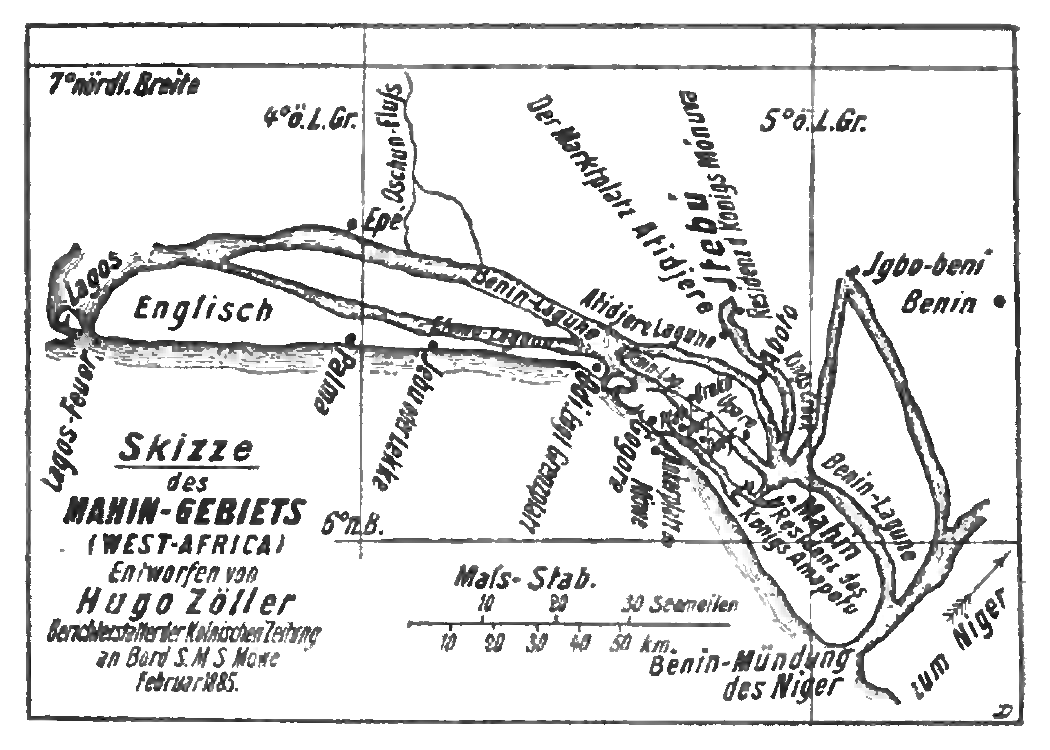
Mahin, östlich von Lagos auf einer Karte von Hugo Zöller (1885)

Der Hamburger Unternehmer Gottlieb Leonhard Gaiser betrieb im britischen Lagos eine Niederlassung und war bestrebt, den Handel mit Ölfrüchten nach Osten und ins Innere auszudehnen. Dazu nahm er über Mittelsmänner, zu denen der Afrikaforscher Gottlob Krause zählte, Verhandlungen mit dortigen Lokalherrschern auf. Ab Mai 1884 traten Heinrich Bey, deutscher Konsul und gleichzeitig Generalagent für G. L. Gaiser, und Krause in freundschaftlichen Kontakt mit Herrschern Mahins. Bei dem Ort Akpata wurde eine deutsche Faktorei angelegt. Am 23. August 1884 besprach sich Bey in Lagos mit Gustav Nachtigal, dem neuen Reichskommissar für Westafrika, und versuchte, die Freundschafts- in Hoheitsverträge umzuwandeln. Am 15. Dezember 1884 verankerte Bey das firmeneigene Dampfschiff Tender (ca. 79 BRT, Baujahr 1862) als Hulk in der Artijere-Lagune.
Am 14. Januar 1885 bat der Gaiser-Agent Zimmer Gustav Nachtigal um „deutschen Schutz“, der sich zu dieser Zeit in Kamerun aufhielt. Deutsche Kaufleute unterstützten das Anliegen, da sie hofften, in Umgehung britisch kontrollierter Gebiete Waren zollfrei zum oberen Niger einzuführen. Die nigerianische Küste  von Lagos bis Kamerun stand seit 1882 theoretisch unter der Gerichtsbarkeit des britischen Konsuls in Calabar. Das Gebiet war jedoch zu ausgedehnt, um tatsächlich kontrolliert zu werden. Am 18. Januar 1885 schloss der Gaiser-Agent Eugen Fischer mit dem Amapetu („König“) von Mahin einen privaten Vertrag, dem zufolge 50 Meilen Küstenland östlich von Lagos mit allen Hoheitsrechten an die Firma G. L. Gaiser abgetreten wurden. Am 20. Januar 1885 reiste Nachtigal mit den Schiffen Möwe und Gaiser (276 BRT, Baujahr 1878) von Victoria (heute Limbe in Kamerun) nach Gogoro in der westlichen Mündungsregion des Niger. Begleitet wurde er durch den deutschen Forschungsreisenden und Journalisten Hugo Zöller.
Gustav Nachtigal und Eugen Fischer schlossen in Begleitung Zöllers mit dem Amapetu am 29. Januar 1885 einen Schutzvertrag über das Mahinland (anderer Quelle zufolge am 25. Januar). Nach deutschen Quellen handelte es sich um ein lagunenartiges Wald- und Sumpfgebiet mit Pfahldörfern, in denen etwa 8.000 bis 10.000 Menschen wohnten. Das Dorf Mahin, in dem der Amapetu residierte, war weitläufig gebaut und wohlhabend. Die übrigen Siedlungen waren ökonomisch weniger bedeutend. Zu ihnen zählten Aboto (auch Agboto), in dem einer der mächtigsten Unterhäuptlinge wohnte und der Küstenort Gogoro. Als Gegenleistung für die Landabtretung erhielt der Amapetu Seide, Spirituosen, 20 britische Pfund sowie einen Reichsadler mit der Inschrift König der Mahin.
Die britischen Behörden in Lagos erkannten den Kauf- und Schutzvertrag zunächst an und der britische Gouverneur war bereit, Verhandlungen zur beidseitigen Interessenwahrung aufzunehmen. Am 11. März 1885 bestätigte Nachtigal den deutschen Schutz über den als „Mahinstrand bekannten Küstenstrich des Mahinlandes“ von Abejamura bis Abotobo. Der Schutz galt jedoch vorbehaltlich der Ratifikation des Schutzvertrages durch die deutsche Regierung binnen 18 Monate. Dieser Vorbehalt entsprach der Rücksichtnahme Bismarcks gegenüber britischen Kolonialinteressen. Wie schon im Falle der südafrikanischen Santa Lucia Bay, die er gar nicht erst unter Schutz stellen ließ, sah Bismarck auch im Mahinland ein reines Tauschobjekt. Nachtigal wurde daher angewiesen, „weitere Schritte bezüglich Mahins“ zu unterlassen. In der Anbahnung des britisch-deutschen Abkommens vom 29. April 1885 wurde das Mahinland zur Verhandlungsmasse im Kolonialausgleich zwischen dem Deutschen Kaiserreich und dem Vereinigten Königreich um Besitzansprüche an der Küste Kameruns. Deutschland verpflichtete sich gegenüber Großbritannien, an der Küste zwischen Lagos im Westen und Rio del Rey im Osten keine „Schutzherrschaft“ auszuüben. Am 24. Oktober 1885 ging die Ausübung der „Schutzherrschaft“ endgültig an Großbritannien über. Eine zunächst vorgesehene Entschädigung an das Haus Gaiser wurde von den zuständigen Stellen in London mit der Begründung abgelehnt, es könnten – wenn überhaupt – nur die Tauschgüter und keine weiteren Aufwendungen veranschlagt werden. Da dem internationalen Handel auf der Kongokonferenz die freie Schifffahrt auf dem Niger zugestanden wurde, waren die Nachteile für Gaisers Geschäfte aber gering.

## Mahin heute
Der Ort Mahin liegt heute im nigerianischen Bundesstaat Ondo.